# Krištanci
Krištanci so naselje v Občini Ljutomer.